# Himalájai cédrus

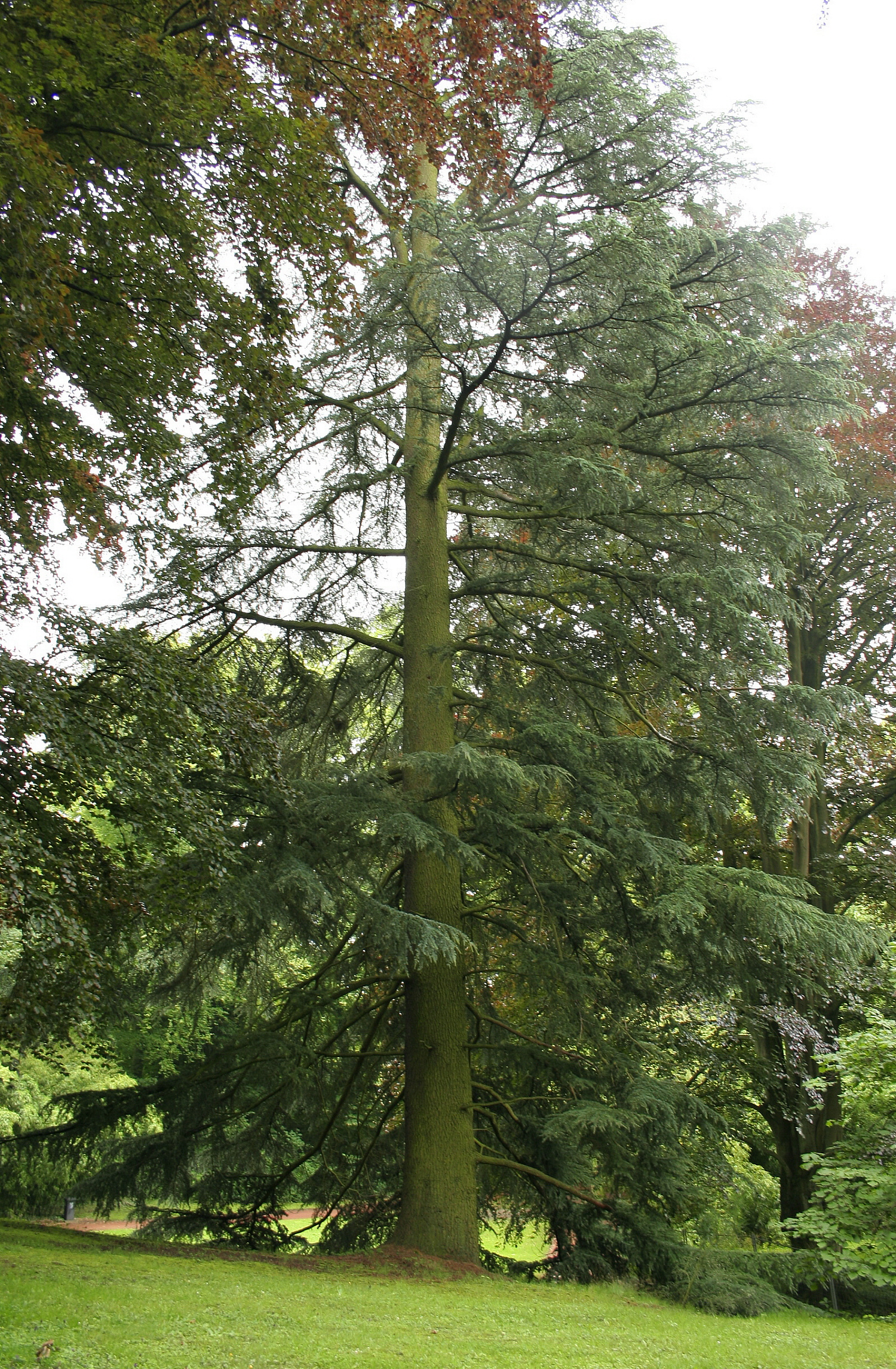
Morlanwelz-Mariemont, Belgium

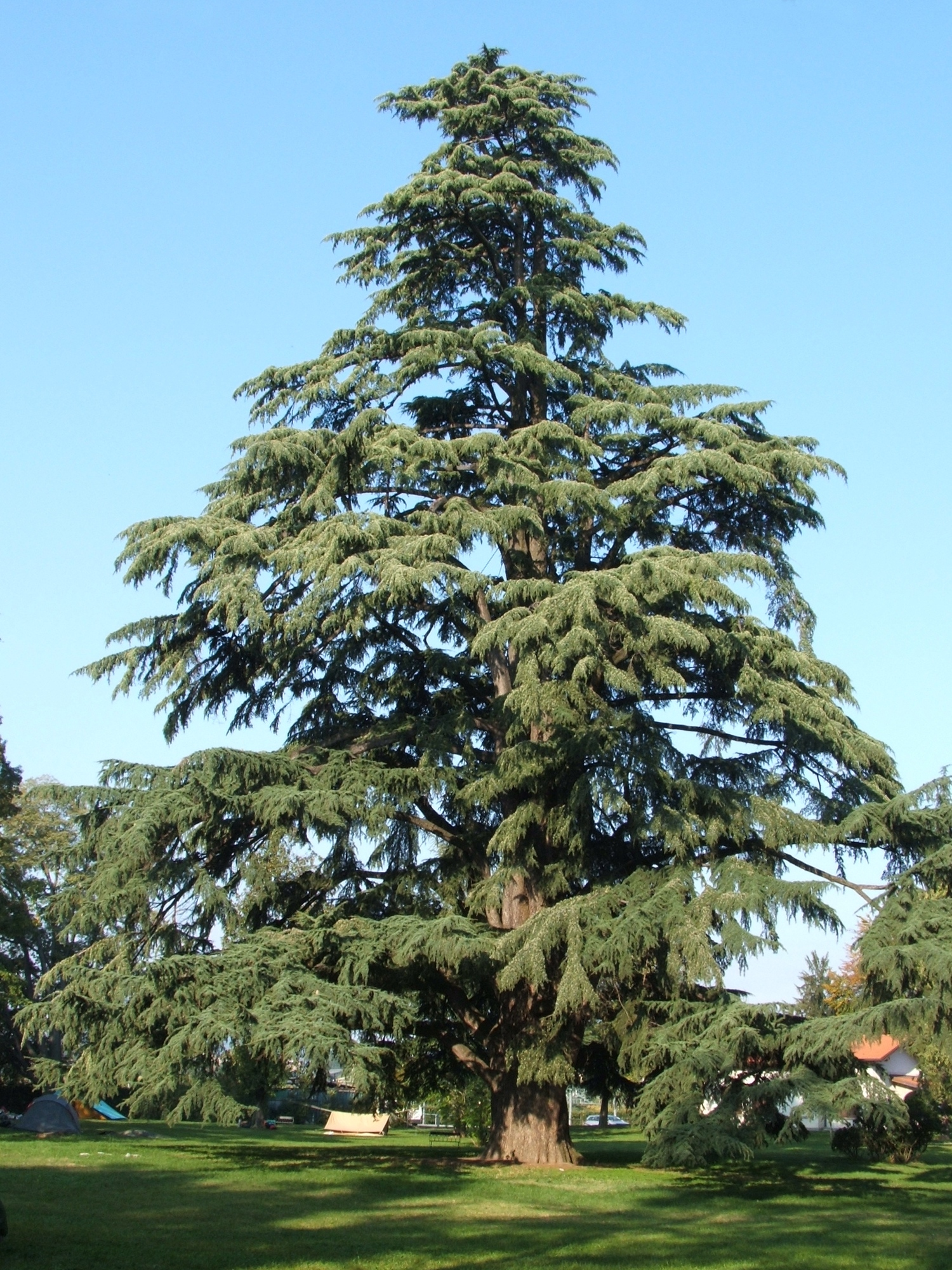
Bergamo, Olaszország

A himalájai cédrus (Cedrus deodara) a fenyőfélék családjába tartozó örökzöld növényfaj.

## Elterjedése, élőhelye
Természetes élőhelye a Himalája nyugati és középső vonulatain, Kelet-Afganisztántól az indiai Garhwal megyéig (Delhi délköréig) terjed. Emellett még Nepál nyugati részén, a Kurnauli-völgyben fordul elő; összesen mintegy 500 ezer hektáron nő.

## Megjelenése
Eredeti termőhelyén magassága elérheti az 50 m-t — Európában mintegy feleekkorára cseperedik. Koronája a fiatalon is lecsüngő ágvégekkel festői, széles, kúpos; idősebb korában ernyősödő, ilyenkor a libanoni cédrusra (Cedrus libani) emlékeztet. Kérge szürke, sima vagy már fiatalon sűrűn, durván pikkelyes; eleinte világos, majd egyre sötétebb. Sötétszürke, érett hajtásai világosak, szőrösek. 3–7 cm-es tűi a cédrusfajok közül a leghosszabbak: a hosszúhajtásokon szórtan, a törpehajtásokon örvszerű, 30–50 tagú csomókban állnak, egyedenként eltérően hamvasak. Tobozai is a legnagyobbak a nemzetségben (7–11 cm-esek), megnyúlt tojásdad alakúak, csúcsuk felé keskenyednek, lekerekedők (a csúcsuk nem süllyed be úgy, mint ez gyakran a libanoni cédrusnál látható), éretten vörösesbarnák.

## Életmódja, termőhelye
A Himalájában 1200–3500 m közt él, ahol az időjárás állandóan enyhe és csapadékos. Az alsóbb, dús növényzetű, szubtrópusi övben himalájai jegenyefenyővel (Abies pindrow), feljebb, a rododendronos örökzöld-lombhullató erdőkben a himalájai selyemfenyővel (Pinus wallichiana) elegyest nő.
Az erősen meszes talajt nem kedveli. A szárazságot jól tűri, de gyors növekedéséhez öntözni kell. Világos helyen érzi jól magát, és évente akár 40 cm-t is nőhet. Fiatal hajtásai fagyérzékenyek, ezért a Kárpát-medencében csak meleg mikroklímájú (és lehetőleg nedves, párás) helyre érdemes telepíteni.

## A kultúrában
A himalájai cédrus a hinduk szent fája. Erre utal a neve is (szanszkrit: déva-dáru, déódár = „istenfa”).

## Felhasználása
Fája rendkívül ellenálló és tartós, ezért Indiában fontos szárazföldi és vízi építőanyag. 
Farészéből cédrusolajat (Cedri aetheroleum) nyernek ki.

## Kertészeti változatai
- Cedrus deodara ’Albospica’
- Cedrus deodara ’Argentea’
- Cedrus deodara ’Aurea’
- Cedrus deodara ’Aurea Pendula’
- Cedrus deodara ’Aureospica’
- Cedrus deodara ’Bewley’s Variegated’
- Cedrus deodara ’Blue Dwarf’
- Cedrus deodara ’Blue Snake’
- Cedrus deodara ’Blue Triumph’
- Cedrus deodara ’Clarke’
- Cedrus deodara ’Compacta’
- Cedrus deodara ’Contorta’
- Cedrus deodara ’Crassifolia’
- Cedrus deodara ’Cream Puff’
- Cedrus deodara ’Deep Cove’
- Cedrus deodara ’Descancio Dwarf’
- Cedrus deodara ’Droop Tip’
- Cedrus deodara ’Eisregen’
- Cedrus deodara ’Eiswinter’
- Cedrus deodara ’Emerald Spreader’
- Cedrus deodara ’Erecta’
- Cedrus deodara ’Fastigiata’
- Cedrus deodara ’Feelin’ Blue’
- Cedrus deodara ’Flava’
- Cedrus deodara ’Fontinalis’
- Cedrus deodara ’Glauca’
- Cedrus deodara ’Gold Cone’
- Cedrus deodara ’Gold Gowa’
- Cedrus deodara ’Gold Mound’
- Cedrus deodara ’Gold Rush’
- Cedrus deodara ’Gold Strike’
- Cedrus deodara ’Golden Horizon’
- Cedrus deodara ’Golden Jubilee’
- Cedrus deodara ’Gracilis’
- Cedrus deodara ’Harvest Gold’
- Cedrus deodara ’Hesse’
- Cedrus deodara ’Hibernal’”
- Cedrus deodara ’Hollandia’
- Cedrus deodara ’Ibridio’
- Cedrus deodara ’Inversa Pendula’
- Cedrus deodara ’Karl Fuchs’
- Cedrus deodara ’Kashmir’
- Cedrus deodara ’Kingsville’
- Cedrus deodara ’Klondike’
- Cedrus deodara ’Lime Glow’
- Cedrus deodara ’Limelight’
- Cedrus deodara ’Lohbrunner’s Weeper’
- Cedrus deodara ’Macpenny’s Seedling’
- Cedrus deodara ’Maxima Pendula’
- Cedrus deodara ’Mountain Beauty’
- Cedrus deodara ’Mutabilis’
- Cedrus deodara ’Mylor’
- Cedrus deodara ’Nana’
- Cedrus deodara ’Nana Aurea’
- Cedrus deodara ’Nivea’
- Cedrus deodara ’Nugget’
- Cedrus deodara ’Paktia’
- Cedrus deodara ’Pannonia’
- Cedrus deodara ’Pendula’ – kék lombú változat lecsüngő ágakkal.
- Cedrus deodara ’Polarwinter’
- Cedrus deodara ’Procumbens’
- Cedrus deodara ’Prostrata’
- Cedrus deodara ’Prostrate Beauty’
- Cedrus deodara ’Pygmaea’
- Cedrus deodara ’Pygmy’
- Cedrus deodara ’Raraflora Gold Prostrate’
- Cedrus deodara ’Raywood’s Contorted’
- Cedrus deodara ’Raywood’s Prostrate Dwarf’
- Cedrus deodara ’Repandens’
- Cedrus deodara ’Repens’
- Cedrus deodara ’Robusta’ – normális növésű, szürkészöld lombú változat; tűlevelei az alapfajénál hosszabbak.
- Cedrus deodara ’Sander’s Blue’
- Cedrus deodara ’Scarabantia’
- Cedrus deodara ’Scott’
- Cedrus deodara ’Shalimar’
- Cedrus deodara ’Sharp’s Golden Weeping’
- Cedrus deodara ’Silver Mist’
- Cedrus deodara ’Snow Sprite’
- Cedrus deodara ’Tenuifolium’
- Cedrus deodara ’Tristis’
- Cedrus deodara ’Uncinata’
- Cedrus deodara ’Variegata’
- Cedrus deodara ’Variegata Alba’
- Cedrus deodara ’Variegated’
- Cedrus deodara ’Veronica’
- Cedrus deodara ’Verticillata’
- Cedrus deodara ’Verticillata Glauca’ – télálló fajta, hosszú, ezüstös tűlevelekkel.
- Cedrus deodara ’Victoria’
- Cedrus deodara ’Vink’s Golden’
- Cedrus deodara ’Viridis’
- Cedrus deodara ’Viridis Prostrata’
- Cedrus deodara ’Warrakilla’
- Cedrus deodara ’Wawerly Ridge’
- Cedrus deodara ’Well’s Golden’
- Cedrus deodara ’White Imp’
- Cedrus deodara ’Wiesemanni’